# Alisan Porter

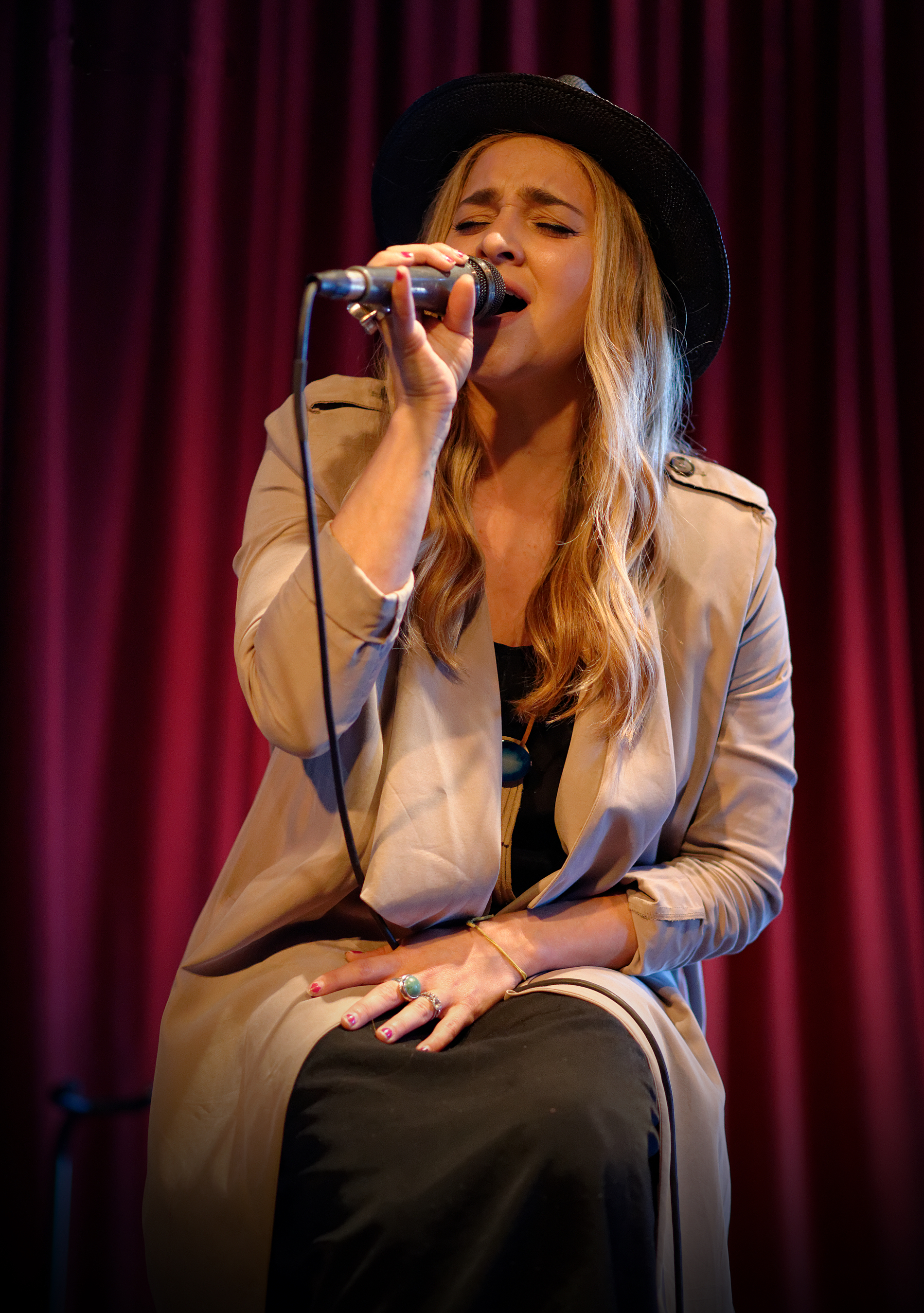
Alisan Porter (2015)

Alisan Porter (* 20. Juni 1981 in Worcester, Massachusetts) ist eine US-amerikanische Schauspielerin und Sängerin.

## Leben und Leistungen
Porter nahm im Alter von fünf Jahren am Gesangswettbewerb Star Search teil, woraufhin sie entdeckt wurde. Acht Jahre später zog ihre Familie nach Connecticut. Im Alter von 18 Jahren zog Porter nach New York City, wo sie sich um eine Theaterrolle bemühte und für das Musical Footloose engagiert wurde.
Porter spielte seit dem Jahr 1987 in einigen Fernsehserien, im Jahr 1988 trat sie im Kurzfilm Homesick auf. In der Komödie Eine Wahnsinnsfamilie (1989) spielte sie an der Seite von Steve Martin und Dianne Wiest. Für ihren Auftritt in der Fernsehserie Golden Girls im Jahr 1991 wurde sie 1992 für den Young Artist Award nominiert. In der Komödie Curly Sue – Ein Lockenkopf sorgt für Wirbel (1991) mit James Belushi und Kelly Lynch spielte sie die Titelrolle von Curly Sue. Für diese Rolle gewann sie im Jahr 1993 den Young Artist Award.
Porter trat im Musikfilm The Ten Commandments: The Musical (2006) an der Seite von Val Kilmer und Adam Lambert auf.
2009 veröffentlichte Alisan Porter ihr gleichnamiges Debütalbum.
Am 10. März 2012 heiratete Porter ihren Jugendfreund Brian Autenrieth. Im Juli desselben Jahres brachte sie ihren Sohn Mason Blaise zur Welt sowie im Mai 2014 ihre Tochter Aria Sage. Ende 2017 gab das Paar seine Trennung bekannt.
2016 nahm Porter an der zehnten Staffel der US-Version von The Voice teil und erreichte dort den ersten Platz.

## Filmografie (Auswahl)
- 1988: Homesick
- 1989: Eine Wahnsinnsfamilie (Parenthood)
- 1990: Ich liebe Dich zu Tode (I Love You to Death)
- 1991: Golden Girls – Die Schöne und das Biest (Staffel 7, Folge 4)
- 1991: Curly Sue – Ein Lockenkopf sorgt für Wirbel (Curly Sue)
- 2001: Undressed – Wer mit wem? (Undressed, Fernsehserie)
- 2003: Shrink Rap
- 2006: The Ten Commandments: The Musical
- 2008: Meet Dave (A Chorus Line Dancer)

## Diskografie
- 2009: Alisan Porter (Album)[8]
- 2014: Who We Are (Album)
- 2019: Pink Cloud (Album)